# Paolo De Toffol
Paolo De Toffol (Belluno, 28 giugno 1961) è un allenatore di calcio ed ex calciatore italiano, di ruolo portiere.

## Carriera

### Giocatore
Ha cominciato nel Belluno nei dilettanti. Ha giocato poi con le maglie di Padova, Monza, SPAL, Monopoli, Casarano, Catanzaro, Baracca Lugo, Giorgione e Cittadella.
Ha totalizzato 56 partite in Serie B con Monza, Padova e Catanzaro.

### Allenatore
Terminata la carriera da giocatore, ha iniziato quella da preparatore dei portieri nelle giovanili del Padova. Nella stagione 1999-2000 è entrato nello staff di Paolo Beruatto, sempre nel medesimo ruolo. Dal 2005 al 2009 è stato l'allenatore dei portieri del Treviso in Serie A e Serie B. Dal 2009 al 2011 ha svolto questo incarico nella Triestina, in Serie B.
Il 16 luglio 2011 è diventato il nuovo preparatore dei portieri del Cagliari. Dopo l'esonero di Roberto Donadoni, nel gennaio 2012, è tornato a fare il preparatore dei portieri al Belluno. Il 14 giugno 2012 è entrato nello staff tecnico del Padova, agli ordini di Fulvio Pea.
Il 3 luglio 2013 è diventato il preparatore dei portieri del Chievo, collaborando col tecnico Giuseppe Sannino. L'esperienza a Verona è stata breve: a novembre infatti il tecnico è stato esonerato assieme al suo staff. Il 18 dicembre 2013 è entrato nello staff tecnico del Watford, seguendo Sannino. Il 31 agosto 2014, dopo le dimissioni del tecnico, ha proseguito la sua collaborazione col club inglese, mantenendo il suo ruolo anche nelle stagioni seguenti, nonostante i vari avvicendamenti in panchina. Ha lasciato la squadra al termine della stagione 2016-2017 per problemi fisici ad un ginocchio.